# Токсеј
Токсеј (грч. Τοξεύς) је у грчкој митологији било име више личности.

## Етимологија
Име Токсеј значи „стрелац“.

## Митологија
- Према Аполодору и Антонину Либералу, био је најстарији син Енеја и Алтеје, кога је убио Мелеагар.[2] Такође се помиње да су га убили Курети или да га је убио његов рођени отац јер је скакао преко градских јарака (копаних за одбрану града), што је био мрзак гест који је иначе проузроковао смрт Рема, Ромуловог брата.[3]
- Према Овидијевим „Метаморфозама“, Тестијев син, кога је убио Мелеагар због спора око коже Калидонског вепра.[4]
- Према Диодору и Хесиоду, младић из Ехалије, Еуритов и Антиопин син, кога је, као и његову браћу, убио Херакле.[3] Разлог је био тај што је подржао оца у одлуци да не одржи обећање дато Хераклу и не дозволи му да се ожени Јолом, Токсејевом сестром.[5] Хесиод је Токсеја описао као „боголиког“.[6]

## Тумачење
Према Роберту Гревсу, убиство Токсеја које је починио његов отац, а због тога што је неспретно прескочио шанац, заправо је прича о распрострањеном обичају жртвовања принца приликом оснивања града.